# The Eye (álbum de King Diamond)
The Eye es el quinto álbum de estudio de la banda de heavy metal King Diamond; el álbum fue publicado internacionalmente el 30 de octubre de 1990 a través de la discográfica Roadrunner Records.
El único sencillo del álbum fue "Eye of the Witch". The Eye es un álbum conceptual continuando con la trama de sus álbumes anteriores.

## Argumento
Mientras los tres últimos álbumes conceptuales habían sido tratados desde la óptica de los protagonistas, The Eye está contado desde la perspectiva del narrador. Trata sobre las persecuciones cristianas contra la brujería y los abusos sexuales a monjas, todo ello basado en textos históricos y sucesos verídicos, incluyendo los nombres de los personajes (excepto la historia del collar) en la época de la Inquisición francesa (entre 1450 y 1670). Los personajes reales nombrados en el concepto son: 
1. Nicholas de la Reyme: juez investigador de la Chambre Ardante en París.
2. Jeanne Dibasson: supuesta bruja.
3. Madeleine Bavent: monja de 18 años que entra en un convento en Louviers al ser seducida por un cura. Murió en 1647 en prisión.
4. Padre Pierre David: capellán del convento de Louviers hasta su muerte en 1628.
5. Padre Mathurin Picard: capellán del convento de Louviers desde 1628 hasta su muerte en 1642. Se le atribuye la violación de Madeleine Bavent.

La historia comienza con un personaje femenino sin nombre que encuentra un collar llamado "The Eye", el cual la permite ver los sucesos que presenció en el pasado. Gracias a él consigue ver a una bruja llamada Jeanne Dibasson siendo torturada y quemada en la hoguera, y posteriormente el abuso sexual y el encarcelamiento de Madeleine Bavent. 
The Eye es el primer álbum de King Diamond sin el baterista Mikkey Dee, siendo reemplazado por Snowy Shaw.

## Lista de canciones
| N.º   | Título                           | Escritor(es)              | Duración |  |
| 1.    | «Eye Of The Witch»               | King Diamond              | 3:47     |  |
| 2.    | «The Trial (Chambre Ardente)»    | Diamond                   | 5:12     |  |
| 3.    | «Burn»                           | Diamond                   | 3:42     |  |
| 4.    | «Two Little Girls»               | Diamond                   | 2:40     |  |
| 5.    | «Into The Convent»               | Andy LaRocque, Snowy Shaw | 4:47     |  |
| 6.    | «Father Picard»                  | Pete Blakk                | 3:19     |  |
| 7.    | «Behind These Walls»             | Diamond                   | 3:45     |  |
| 8.    | «The Meetings»                   | LaRocque                  | 4:31     |  |
| 9.    | «Insanity» (Música instrumental) | LaRocque                  | 3:00     |  |
| 10.   | «1642 Imprisonment»              | LaRocque                  | 3:30     |  |
| 11.   | «The Curse»                      | Diamond                   | 5:43     |  |
| 43:53 |                                  |                           |          |  |

## Integrantes
- King Diamond - vocalista, teclado
- Andy LaRocque - guitarrista
- Pete Blakk - guitarrista
- Hal Patino - bajista
- Snowy Shaw - baterista
- Roberto Falcao - teclado